# Akkord (film)
 For alternative betydninger, se Akkord. (Se også artikler, som begynder med Akkord)
Akkord er en dokumentarfilm instrueret af Freddy Tornberg efter eget manuskript.

## Handling
Hvad betyder akkord-lønsystemerne for samfundet, for industrien og for arbejderne, spørger filmen, der er en nøje gennemgang af et lønsystems særlige karakter, både med hensyn til dets rent praktiske udregningsmetode og den sikkerhedsmæssige og menneskelige sammenhæng. I interviews lader filmen arbejdere og arbejdsgivere kommentere lønprincippet og peger på en række problemer til diskussion, bl.a.: Hvordan er sammenhængen mellem et forceret tempo i et akkordarbejde og den enkeltes sikkerhed og helbred? Giver akkordarbejdet mere frihed for den enkelte og færre gnidninger på arbejdspladsen end andre lønsystemer? Giver akkord specielt urimelige arbejdsvilkår for de ældre arbejdere? Hvis akkordarbejdet afskaffes og arbejdstempoet skal nedsættes - hvem skal så betale? Arbejderne, arbejdsgiverne eller forbrugerne?